# Anat
Anat (hebrejsko עֲנָת,‎ ʿĂnāth, feničansko  𐤏𐤍𐤕, ʿAnōt, ugaritsko 𐎓𐎐𐎚, ʿnt, grško starogrško Αναθ, Anath, egipčansko Anit, Antit, Anit, Anti ali Anant) je bila pomembna semitska boginja.

## Ugarit
V ugaritskem Baalovem ciklu je Anat nasilna boginja vojne, devica (btlt ‘nt) in po zelo sporni teoriji ljubica boga Baal Hadada. Baala so običajno imeli za sina boga Dagana, včasih pa za sina boga Ela, ki je imel Anat za svojo hčerko. Obe povezavi sta morda figurativni.
V odlomku besedila iz Ugarita (sodobni Ras Shamra, Sirija) je Anat prikazana kot kruta, divja in silovita bojevnica, ki v bitki brede do kolen v krvi, seka glave in roke, veže glave na svoj trup in roke okoli pasu, s puščicami  izganja stare ljudi in prebivalce mest, kar osrečuje njeno srce. Njen značaj v tem odlomku kaže na njeno kasnejšo vlogo v vojni proti Baalovim sovražnikom.
Anat se ponaša s tem, da je pokončala Elovega ljubljenca Jama, sedemglavo kačo, ljubljenca bogov Arša, prepirljivo Elovo tele Atika, ognjevito čarovnico bogov Ishat in Elovo hčerko Zabib. Ko je kasneje izvedela za Baalovo smrt, ga je iskala »kot krava išče svoje tele«. Ko je našla njegovo telo, ga je z veliko žtrtvami in objokovanjem pokopala. Zatem je poiskala njegovega domnevnega ubijalca  Mota, ga je razsekala z mečem, ga presejala skozi sito, sežgala, zdrobila z mlinskimi  kamni in njegove ostanke raztresla pticam.  
Besedilo CTA 10 opisuje, kako je Anat iskala Baala, ki je bil na lovu, ga našla in mu rekla, da mu bo pripeljaja junca. Novorojeno tele je pripeljala Baalu na goro Zefon. V nobenem besedilu ni izrecno omenjejno, da je Baal Hadadova sporoga. Iz kasnejših izročil je moč sklepati, da je to nejverjetneje bila boginja Athtart, ki se tudi pojavlja v omenjenem in drugih  besedilih. Sklepanje otežuje severozahodnosemitska kultura,  v kateri so bogovi lahko imeli več žena, medtem ko so v številnih drugih panteonih  imeli samo eno. 
V severnokanaanski zgodbi o Akatu je glavni junak Akat, sin sodnika Danela (Dn'il), dobil za darilo čudovit lok in puščice,  ki jih je izdelal bog obrtnikov Kothar-wa-Khasis. Ker je bil še otrok, je njegovo darilo prevzel oče. Ko je odrasel, je boginja Anat poskušala od njega odkupiti lok in mu zanj ponujala celo nesmrtnost, vendar je Akat vse ponudbe zavrnil. Ker je bila stara, ji je rekel, da je lažnivka in k tej žalitvi dodal vprašanje, kaj neki bo kot ženska z lokom počela.
Anat se je, tako kot Inana v Epu o Gilgamešu, pritožila Elu in mu grozila, če ji ne dovoli, da se maščuje Akatu. El ji je to dovolil. Anat je na Akata poslala svojega spremljevalca Jatpana v obliki sokola, da bi mu ukradel lok. Njen načrt je uspel, vendar Jatpan Akata ni samo pretepel in ga oropal, ampak ga je umoril. Anat je bila besna (tukaj del besedila manjka), Jatpan pa je pobegnil in lok in puščice so padle v morje. Vse je bilo izgubljeno. Anat je objokovala Akata in obžalovala njegovo smrt in izgubo loka. Zgodba se nato preusmeri na Akatovo modro mlajšo sestro Paghat, ki se je odločila, da bo maščevala bratovo smrt in obnovila zemljo, ki jo je zaradi umora prizadela suša. Zgodba je nedokončana. Prekine se v izjemno dramatičnem trenutku, ko Paghat odkrije, da je plačanec, ki ga je najela za pomočnika, bratov morilec Jatpan. Vzporednice z  zgodbo o Anat in njenem maščevanju Motu za umor njenega brata so očitne, samo da se slednja dogaja na človeški ravni.

## Egipt
V Egiptu se je Anat skupaj z drugimi severozahodnimi semitskimi bogovi prvič pojavila v Šestnajsti dinastiji (Hiksi, okoli 1650-1580 pr. n. št.). Častili so predsem njen aspekt boginje vojne in jo pogosto primerjali z boginjo Astarto. V Sporu med Horom in Setom se omenjeni boginji pojavljata kot Rajevi hčerki in zaveznici boga Seta. Set sam je poistoveten s semitskim bogom Hadadom. 
V hiškem obdobju je imela Anat svetišča v hiški prestolnici Avaris, Beit She'anu v sedanjem Izraelu, častili pa so jo tudi v Memfisu. Na napisih iz Memfisa iz 15. do 12. stoletja pr. n. št. se imenuje Bin-Ptah – Ptahova hčerka. V nekaterih besedilih je povezana z Rešpujem (kannansko Rešef) in poistovetena z izvorno egipčansko boginjo Neit. V nekaterih besedilih se naslavlja s Kraljica nebes.  Njena ikonografija se spreminja. Običajno nosi eno ali več orožij.
Iz imena Anat je izpeljano ime Anather, ime zameglenega egipčanskega vladarja iz tistega obdobja.
V Novem kraljestvu je Ramzes II. iz Anat naredil svojo osebno stražarko v bitki in razširil njen tempelj v Pi-Ramzesu. Svojo hčerko, s katero se je kasneje poročil,  je po njej imenoval Bint-Anat – Anatina hčerka. Ramzesov pes na reliefu templja v Beit El Waliju se imenuje Anat v moči, njegov konj pa Ana-herte – Anat je zadovoljna.

## Mezopotamija
V akadščini se je Anat ričakovano  imenovala Antu, pred tem pa Antum. Antu se v sumerskih besedilih pojavlja predvsem kot precej brezbarvna soproga boga Anuja, v Epu o Gilgamešu pa kot Ištarina mati.  Anat se identificira tudi s severozahodno semitsko bogino ‘Anat, ki ima v bistvu enako ime. Ni znano, ali gre za prvotno dve različni boginji, ki sta imeli po naključju enako ime in sta se kasneje združili v eno, ali se je ‘Anatin kult razširil v Mezopotamijo, kjer so jo častili kot ženo boga Anuja. Mezopozamska oblika njenega imena namreč kaže, da bi lahko bila Anujev dvojnik.
Predlagalo se je tudi, da se je vzporednost imen sumerske boginje Inane in njene zahodnosemitske dvojnice Ištar v kannanskm izročilu nadaljevala kot Anat in Astarta, zlasti v ugaritskem pesništvu. V ugaritskih spisih sta bili boginji vedno tesno povezani in oblikovali  triado s tretjo boginjo Kadeš (sveta). Triada je znana s skulptur.

## Izrael
Ime boginje ‘Anat se je ohranilo v imenih mest Beth-Anath in Anathoth. V  Sodnikih 3.31;5:6 se omenja Anátov (in ne ‘Anatin) sin Šamgár, katerega bi lahko razumeli kot polboga, umrljivega sina boginje ‘Anat. John Day je leta 2000 dokazal, da imajo enako ime tudi številni Kanaanci iz nesvetopisemskih virov, in zaključil, da gre za vojaški naslov, ki pomeni vojščaka pod ‘Anatino zaščito. 
Asenat se je imenovala žena hebrejskega patriarha Jožefa.
V Elefantini (sodobni Asuan) v Egiptu so odkrili Elefantinski papirus iz 5. stoletja pr. n. št., ki omenja boginjo Anat-Jahu (Anat Jahve), ki so jo častili v Jahvejevem templju. Tempelj so zgradili judovski begunci po babilonski zasedbi Judeje.  Iz tega je razvidno, da se je čaščenje boginje nadaljevalo in ohranilo tudi v izgnanstvu. Iz besedila, ki ga je napisala skupina Judov iz Elefantine na nubijski meji, je razvidno, da je bila njihova vera skoraj identična judovski veri iz železne dobe II. Papirus omenja, da so Judje častili Anat-Jahu (ali Anatjahu), ki je opisana ali kot Jahvejeva žena (paredra, sveta spremljevalka) ali kot  hipostatičen aspekt Jahveja.

## Atene
V Ciprijanovem napisu (KAI. 42) se grška boginja Atena Soteira Nike  enači z ‘Anat, ki je opisana kot moč življenja (l‘uzza hayim).
Anat je verjetno tudi boginja, katero feničanski pisec Sanhuitaon imenuje Atena, hčerka Ela in neimenovane matere, ki je skupaj s Hermesom (se pravi Totom) svetovala  Elu, naj iz železa skuje srp in sulico, domnevno za rabo proti njegovemu očetu Uranu. V Baalovem ciklu ima to vlogo boginja Ašera/‘Elat, ‘Anat pa se imenuje »Devica«.

## Morebitne kasnejše preobrazbe
Boginja Atah, ki so jo častili v Palmiri, ima morda enak izvor kot Anat. Atah so združili z boginjo Aštart (Atar) v boginjo Ataratah, ki je bila Helenom (Grkom) znana kot Atargatis. 
Domnevalo se je tudi, da je indoiranska boginja Anahita (Brezmadežna) različica boginje Anat. Domneva je malo verjetna, ker so povezave med indoiranskimi in semitskimi koreni malo verjetne. 
V Zoharjevi knjigi se Anat pod imenom Anathiel prišteva med najsvetejše angelske moči.